# Associazione Sportiva Cosenza 1949-1950
Questa voce raccoglie le informazioni che riguardano l'Associazione Sportiva Cosenza nelle competizioni ufficiali della stagione 1949-1950.

## Rosa
| N. |                   | Ruolo | Calciatore            |
| -- | ----------------- | ----- | --------------------- |
|    | Italia (bandiera) | C     | C. Bacilieri          |
|    | Italia (bandiera) | C     | Lino Begnini          |
|    | Italia (bandiera) | A     | R. Bruno              |
|    | Italia (bandiera) | D     | A. Campana            |
|    | Italia (bandiera) | A     | Carlo Confalonieri    |
|    | Italia (bandiera) | C     | Francesco Del Morgine |
|    | Italia (bandiera) | P     | O. De Pasquale        |
|    | Italia (bandiera) | C     | G. Forgione           |

| N. |                    | Ruolo | Calciatore       |
| -- | ------------------ | ----- | ---------------- |
|    | Italia (bandiera)  | P     | Luciano Gisberti |
|    | Italia (bandiera)  | A     | Ubaldo Leonetti  |
|    | Italia (bandiera)  | D     | Carlo Manfredini |
|    | Italia (bandiera)  | C     | Michele Natale   |
|    | Italia (bandiera)  | A     | Mario Polak      |
|    | Romania (bandiera) | A     | Florian Radu     |
|    | Italia (bandiera)  | C     | Claudio Zaro     |